# Pseudoneureclipsis malaleel
Pseudoneureclipsis malaleel is een schietmot uit de
familie Dipseudopsidae. De soort komt voor in het Oriëntaals gebied.